# Сербські звичаї
Сербські звичаї або сербські традиції — закономірності життя людей та стосунків між людьми, що відрізняють сербів від інших народів. На сербські народні звичаї має великий вплив православна церква. Хоча, як і серед українців та багатьох інших слов'ян, є звичаї задобрення сил природи (лісовиків, русалок, віл тощо).

## Хресна слава

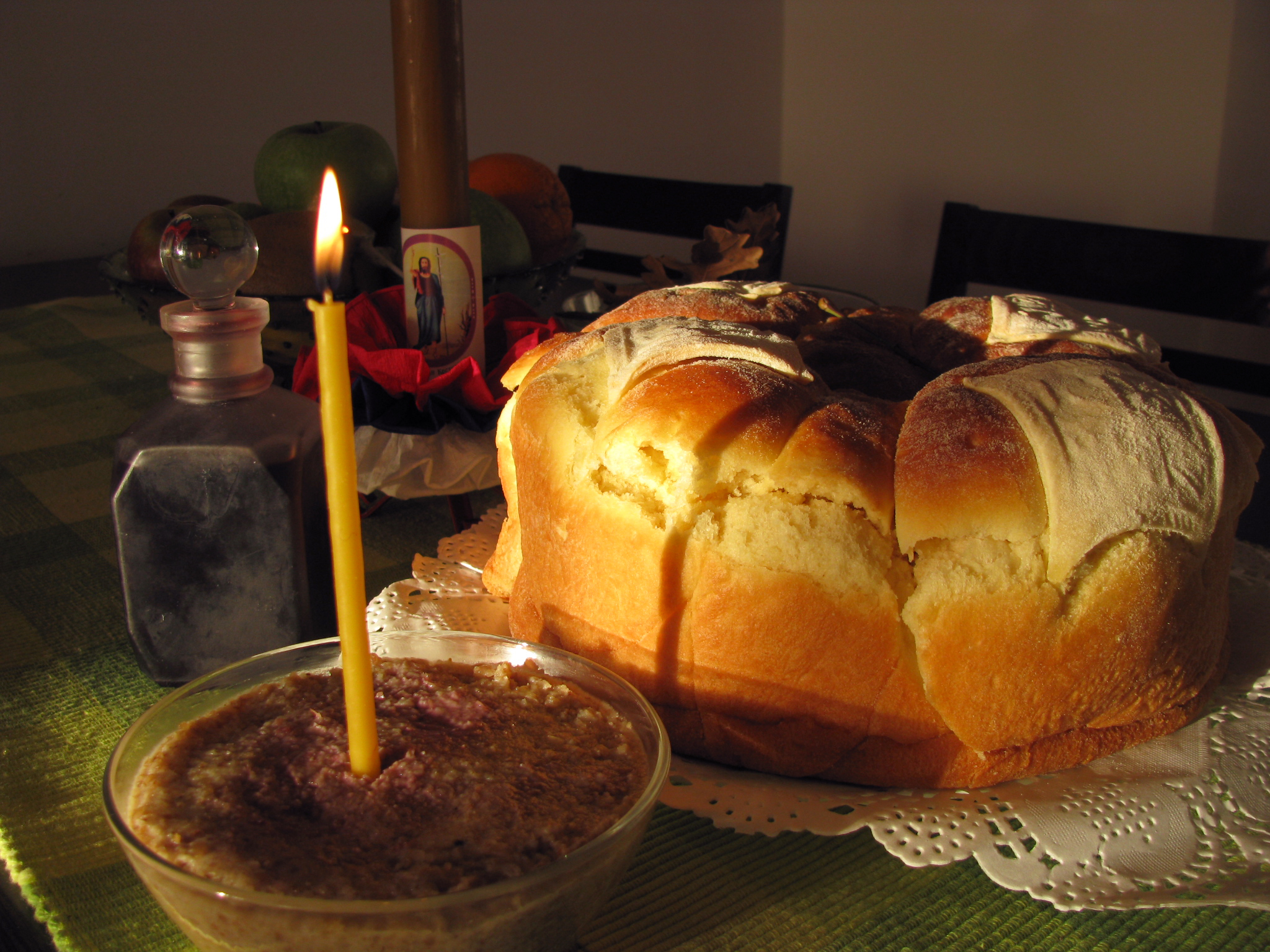
Славський калач і коливо

Хресна слава, слава, хрестне ім'я тощо — родинне свято серед сербів. Як писав І. Ястребов, для серба день його свято покровителя — це найважливіше свято. Навіть найбідніші серби готуються старанно до цього свята та урочисто святкують його. В окремих місцевостях родини які святкували однакову славу вважалися всі родичами. Особливо слідкували, щоб не уклали між собою шлюб хлопець та дівчина, що святкують одну хресну славу. Триває слава від одного до трьох днів, а іноді й довше. Складається з обов'язкових трьох пригощань: вечір напередодні дня слави, перший день слави та другий (іноді бували третій і далі). Існують також сільська або церковна слава, куди збирається все село. Є обов'язкові атрибути слави: славський коровай, славська свіча, кутя, вино і там'ян. У кожній хаті, що відмічає славу має бути ікона святого, що прославляється (на східній стіні вітальні). Напередодні священик обходить усі будинки, що святкують славу і святить воду. Саме з частини цієї води господиня замішує коровай.
Основним обрядом слави є розрізання та розламування славського колача. У Західній Сербії господар обирає поважного гостя (долибаша), що сам за стіл не сідає, а слідкує, щоб всіх пригостили. Чоловіки тут під час різання короваю стоять з непокритими головами та співають славську пісню. В деяких місцевостях Східної Сербії господар перед розрізанням короваю тримає запалену свічку, вклоняється й цілує землю.
А увесь сербський народ святкує славу Сави Сербського, покровителя Сербії.

## Сербські собори
У сербів зберігається традиція народних соборів. Але зараз традиція дещо змінилася та модернізувалася. Тепер це різні культурно-розважальні заходи з певною тематикою. Але тут і зараз можна почути народну музику, побачити народні танці та окремі народні обряди.

## Задушниці

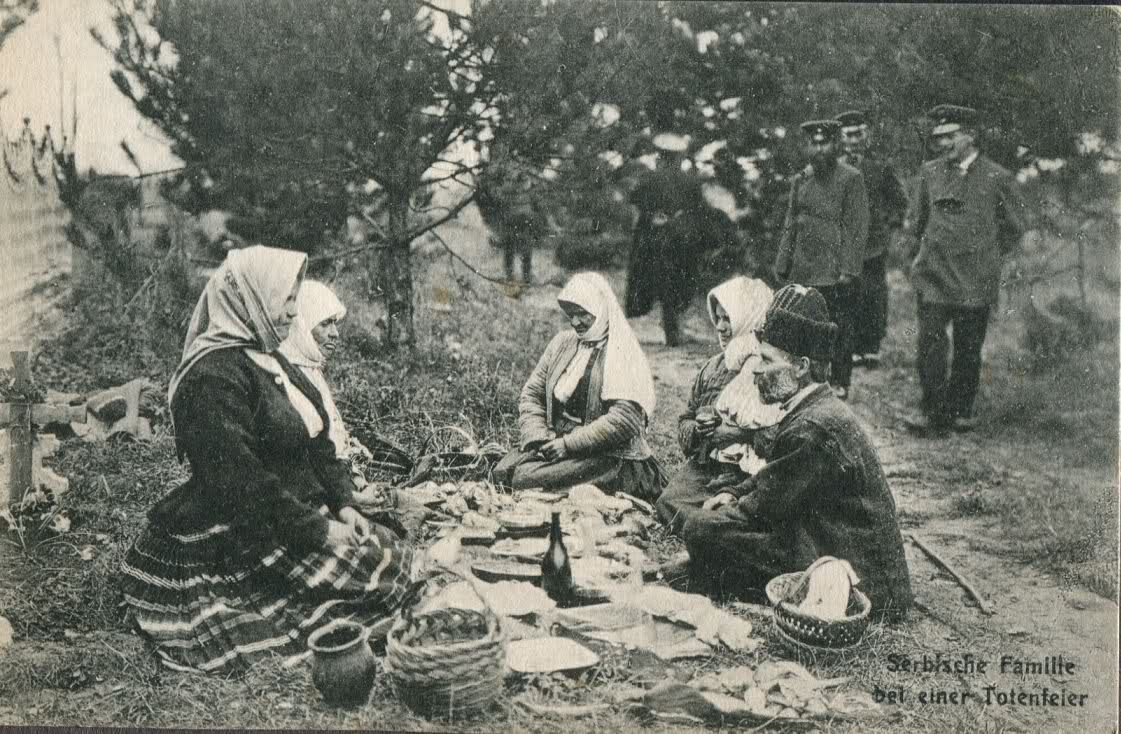
Задушниці в Сербії. Між 1914 та 1918 роками

Задушниці — у сербів та болгар це поминальні дні. Кількість їх в різних регіонах різна, але здебільшого це:
1. Субота перед масницею (зимові).
2. Літні приурочені до Вознесіння, Трійці чи св. Миколи.
3. Осінні — субота перед Дмитровим днем 26 жовтня, рідше після нього, або на суботу перед Михайловим днем 7 листопада.

Також поминальними можуть бути Великий четвер, Страсні п'ятниця та субота.

## Божич

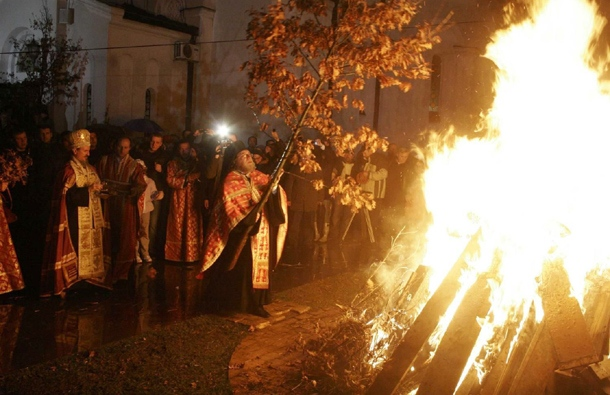
Спалення бадняка на вогнищі біля храму Святого Сави в Белграді

Це — сербське Різдво. Саме свято разом з підготовкою до нього триває до місяця. Починається цикл в день святого Миколаю, а завершується аж в день святого Сави 27 січня. Вважається найважливішим святом у році. Божич весь просякнутий турботою про збереження сімейного вогнища та щасті дому. Збереглися у святкуванні деякі язичницькі елементи.

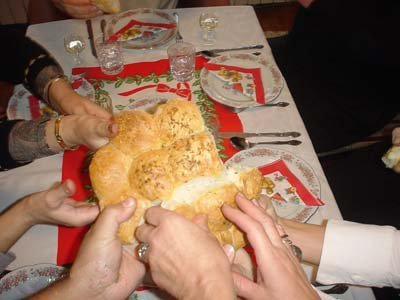
Ламання чесниці — різдвяного хліба.

5 січня у сербів називається «Туциндан». У цей день не прийнято карати дітей, бо не слухатимуться увесь наступний рік.
6 січня починається ще до сході сонця. Голова сім'ї з кимсь із молодших чоловіків стріляє з рушниці сповіщає односельців пр похід у ліс за «бадняком». Бадняк — це свіжозрубане поліно молодого дуба. Голова сім'ю має його самостійно занести у будинок на плечах. Воно має горіти на вогнищі протягом усіх трьох святкових днів.
Увечері також колядують і сідають за багато накриті столи.

## Полазник
У Сербії полазником взагалі вважається перший гість, що переступив поріг на Різдво. Він приносить з собою гілку дуба, якою розсуває поліна у вогнищі, стараючись підняти якнайбільше іскр, щоб у домі було всього багато. Йому готували пригощання й подарунок (рушник, сорочку тощо). Їсти він мав жадібно, а подарунки приймати з бурхливою радістю, щоб це принесло достаток у дім.

## Васкрес (Паска)
Перший тиждень Великого посту у сербів називається Чиста седмиця. У перші її дні нічого не готували та не їли ложками, щоб птахи не клювали посіяне зерно. Дівчата не носили прикрас, не можна було співати та веселитися. У Чистий понеділок треба було все начисто прибрати, чоловіки голилися та стриглися. Сміття спалювали та обкурювали навколо будинку димом для захисту від змій. Врбиця (Вербна неділя). Діти прикрашають себе зеленими гілками та квітами, щоб ознаменувати прихід весни. Дівчата з вінками на головах (вони називалися лазариці) обходили будинки з спеціальними обрядовими піснями.
На тижні перед Паскою будь-яка активність завмирає. У четвер та п'ятницю взагалі можна було лише готувати їжу та варити й фарбувати яйця на Васкрес.
Найміцніше яйце на Паску залишали в будинку. Воно — символ домашнього вогнища.
У деяких регіонах Сербії на Паску залишають на могилах крашанки та іншу їжу.
Також святкують день святого Сави 27 січня (Савандан), Петровдан ,12 липня, день святих апостолів Петра і Павла; Митровдан, 8 листопада, день святого Дмитра; Аранджеловдан, 21 листопада, день святого Архангела Михаїла тощо.